# Campeonato Mundial de Ginástica Artística de 1909
O IV Campeonato Mundial de Ginástica Artística transcorreu no dia 1º de agosto de 1909, na cidade de Luxemburgo, Luxemburgo.

## Eventos
- Equipes
- Individual geral
- Barras paralelas
- Barra fixa
- Argolas

## Medalhistas
Masculino
| Evento           | Ouro | Prata | Bronze |
| Equipes          | Joseph Castiglioni · Auguste Castille · Armand Coidelle · Josef Martinez · Louis Ségura · Marco Torrès · França · (950,500) | Joseph Czada · Frantisek Erben · Frantisek Machovsky · Frantisek Mracek · Karel Stary · Ferdinand Steiner · Chéquia¹ · (940,500) | Pietro Borghi · Alberto Braglia · Otello Capitani · Angelo Mazzoncini · Guido Romano · Giorgio Zampori · Itália · (924,250) |
| Individual geral | Marco Torrès · França · (163,250)                                                                                           | Joseph Czada · Chéquia¹ · (159,500)                                                                                              | Armand Coidelle · França · (158,750)                                                                                        |
| Barra fixa       | Josef Martinez · França · (24,000)                                                                                          | Frantisek Erben · K. Fuchs · Joseph Czada · Tchecoslováquia¹ · (23,750)                                                          | nenhum |
| Barras paralelas | Josef Martinez · França · (24,000)                                                                                          | Joseph Czada · Tchecoslováquia¹ · Marco Torrès · Auguste Castille · França · (23,250)                                            | nenhum |
| Argolas          | Marco Torrès · França · Giorgio Romano · Itália · (23,750)                                                                  | nenhum | Frantisek Erben · Tchecoslováquia¹ · Giorgio Zampori · Giorgio Romano · Itália · (23,250)                                   |

## Quadro de medalhas
| Ordem | País             |   |   |   |    |
| 1     | França           | 5 | 2 | 1 | 8  |
| 2     | Itália           | 1 | 0 | 3 | 4  |
| 3     | Tchecoslováquia¹ | 0 | 6 | 1 | 7  |
| TOTAL | TOTAL            | 6 | 8 | 5 | 19 |

- Nota¹: Como os medalhistas do Império Austro-Húngaro pertenciam a região de Bohemia, as medalhas conquistadas por esses foram remanejadas a Tchecoslováquia, anos depois pela Federação Internacional de Ginástica.